# Claudio Acosta
Claudio Germán Acosta (El Quebrachal, 12 febbraio 1988) è un calciatore argentino, attaccante svincolato.

## Carriera
Ha cominciato a giocare nelle giovanili del San Lorenzo. Ha giocato con il San Lorenzo fino al 2009. Durante quest'esperienza ha vinto il Torneo Clausura nella Primera División 2006-2007.
Nel 2009 è stato ceduto in prestito alla Juventud Antoniana. Nel 2010, al rientro dal prestito, viene ceduto con la stessa formula all'Almagro.
Nel 2011 viene acquistato dalla Juventud Antoniana. Nel 2012, dopo una breve esperienza al Colegiales, fa ritorno alla Juventud Antoniana.
Nel 2013 si trasferisce al Gimnasia (S). Nel 2014 passa allo Sp. Patria (F).
Nel 2016 viene acquistato dal Desamparados. Nel 2017 torna a giocare per la Juventud Antoniana.

## Palmarès

### Club

#### Competizioni nazionali
- Campionato argentino: 1

San Lorenzo: Clausura 2007